# レオノーラ・エンタープライズ
レオノーラ・エンタープライズ (Leonora Enterprise) は 、スクウェア・エニックスのコンピュータゲーム『フロントミッション』シリーズに登場する架空の企業。
ここでは、O.C.U.オーストラリアの大手メーカーヴェルダ(VELDA)についても解説する。

## レオノーラ・エンタープライズ

### 会社概要
- 社名 Leonora Enterprise
- 本社 O.C.U.オーストラリア
- 創業 2021年
- 登場作品 『1ST』～『5th』『FMO』

### 沿革
O.C.U.域内ではジェイドメタル・ライマンに次ぐ大手メーカー。信頼性の高いWAPを開発し、過酷な地形に応じた踏破性を重んじる傾向がある。また、WAP製造以外でも軍事用車両や砲台、家庭用COM等の設計・製造まで幅広く手がけている。近年（2112年時）ではE.C.やアフリカといった市場の新規開拓に熱心でもあり、機体のメンテナンスに対するサービスに注視している。
2095年には霧島重工と支援ポッドに関する技術提携を結んだ。

### 事業部
レオノーラはすべてのパーツ開発を行い、脚部制御に関してはOCU域内でシェア40％を誇る家庭用COM「LEORA」等の生産で培った電算技術を応用している。姿勢制御の良さ及び軽量さと高い出力から、機動性がある一方、支援用WAP開発も手がけるように広範囲にその技術は渡っている。
これにより、バザルト社を初めとするEC製低価格WAPに押されていたシェアを取り戻すこととなる。よって、O.C.U.域内のみならず、海外輸出された同社のWAPを見る機会は多い。

### ヴァンツァー
- カーフィルM1(Kafir M1)【2nd】
  - 他にM2、M3型。
- キャセルM2(Kasel M2)【3rd】
格闘仕様機。実はかなりの長寿シリーズであり、2090年時の日防軍ではキャセルBが確認されている。B型の日本名は「97式隼」
- フォーラM12A(Foura M12A)【3rd】
後方支援機。
- メレディンM1(Meledyne M1)【3rd】
後方支援機。設計コンセプトはドレークに近い。

#### ギザ・シリーズ
| ギザ(Giza) | ギザ(Giza)                                        |
| ---------- | ------------------------------------------------- |
| メーカー   | レオノーラ・エンタープライズ(OCUオーストラリア)   |
| 固定武装   | なし                                              |
| 携帯火器   | MULS-P規格適応品                                  |
| 主要搭乗者 | ハーミーズ・スタージェス フィリップ・チェイファー |

ギザ【1ST,4th,FMO】
突出した機能こそ無いが、汎用性の高さから状況次第で様々な運用を行うことが出来る。敵国であるU.S.N.もこの機体を採用している点が優秀さを物語っている。オリジナルはE.C.イタリアのバザルト社の製品で、業務提携を行ったレオノーラはこの機体の開発を引き継いだ。
よって、第2次ハフマン紛争期には二社が製造したギザが同時に市場に流通される形となった。
第2次ハフマン紛争期には主にOCU軍のメカニック新兵に配布された。
- ギザA【FMO】
- ギザ2【4th,FMO】
- ギザ2A【4th,FMO】
- ギザ2G【2nd】
- 他に4C、4G、5A、5S型。
レオノーラ社によって改良されたモデル。
- ベスA(Bes A)【5th】
- ベスB【5th】
- ギザLW【5th】
- ギゼ2(Gize 2)【FMO】
  - 他に2B型。

#### レイド・シリーズ
ギザ・シリーズと並ぶ同社の代表シリーズ。
- ゼアレイド(Zeareid)【1ST,FMO】
軽量かつ高機動という同社のコンセプトを体現したかのようなモデルで、以後シリーズのプロトタイプとなる。
  - ゼアレイドFX【FMO】
- メアレイド(Marereid)【1ST,4th,FMO】
  - メアレイドFX【FMO】
- ノヴァレイド(Novareid)【1ST,4th】
  - ノヴァレイドSP【FMO】
- ヴェガレイド(Vegaraid)【4th,FMO】

#### プリソメア・シリーズ
プリソメア【1ST,FMO】
新型エンジンを搭載し、高い機動力と積載量を実現したシリーズ。格闘戦重視型。
プロジオン【1ST,FMO】
プリソメアのエンジンをさらに改良した機体。軽量化のため装甲が低下し、結果としてバランスの悪い機体となった。
ペルゼア(Perzea)【1ST,FMO】
シリーズの弱点であった装甲の低さを克服したモデル。プリソメアの安定性は依然残っており、シリーズの中で最も高い評価を得た。
- ペルゼアMk.II【FMO】
- プロシア【FMO】

パーシスSP(Persis SP)【FMO】
ペルゼアの装甲をさらに強化した反面、機動性が低下した。他にMk.II、Mk.II SP型。

#### ウォーラス・シリーズ
2095年にロールアウトした。主に輸出用として開発され、O.C.U.各国で採用された高機動機体。主に森林地帯などで、持ち前の性能を発揮する。外観はどこかゼニスを連想させる。『5th』では、PKF部隊にも配備されているが、ローアウト年から強盾、炎陽同様『5th』の設定問題に触れる部分がある。
ウォーラス【5th】
ウォーラスM1【2nd】
森林地帯などで持ち前の機動力を遺憾なく発揮する機体。他にM2、M3型。

ストライフ(Strife)【5th】
重装甲型の機体。システム上では、低かった射撃補正能力が強化され扱いやすくなっている。
ストライフ2【5th】
ストライフを耐久力に重点を置いて強化した機体。
ウォーラスLW【5th】
軽量型。

#### ワイルドゴート・シリーズ
ヴァンツァーの機能分化が進む中で、支援火器の装備のため積載量の強化を狙った機体。重量から機動力は期待できないが出力と装甲の強化に成功した。
第2次ハフマン紛争期には主にOCU軍のミサイラー新兵に配布された。
ワイルドゴート【1ST,4th】
『1ST』においてはMG内蔵腕とキャタピラタイプの脚を有するが、それは局地戦用に開発された同名モデルと考えられる。『4th』においてはシリーズを踏襲したデザインのものが確認されている。
- ワイルドゴートC【FMO】
  - 他にG型。

- ワイルドゴートII【4th】

ラットマウント(Ratmount)【1ST,4th,FMO】
ワイルドゴートの改良型。特徴は概ね同じ。
- ラットマウントA2【FMO】

- サンドモールC(Sandmole C)【FMO】
  - 他にG型。

### 兵器
- マシンガン
  - レオソシアル・シリーズ
- ライフル
  - ファイアーバード・シリーズ
- ガトリングガン
  - レオスタン・シリーズ
- ショルダーグレネード
  - ホーン・シリーズ

### 搭乗パイロット一覧
レオノーラ・エンタープライズ社製の機体に搭乗した主なパイロット。()内は登場タイトル。
- ギザ・シリーズ
  - J・J(ジョイナス・ジェリアスカ)(1ST)
  - リラ・ラブラ(2nd)
  - ハーミーズ・スタージェス(4th)
  - フィリップ・チェイファー(4th)
- ウォーラス・シリーズ
  - グレン・デュバル(5th)
- ワイルドゴート・シリーズ
  - ジード・エルガー(4th)

- キャセルM2
  - 岡野(3rd)
- キャセルB
  - 加納(DOG LIFE&DOG STYLE)
  - 和泉(DOG LIFE&DOG STYLE)
- フォーラM12A
  - リニー・バリラー(3rd)
- メレディンM1
  - 武村アリサ(3rd)

## ヴェルダ

### 会社概要
- 社名 VELDA
- 本社 O.C.U.オーストラリア
- 創業 2045年
- 登場作品 『1ST』～『4th』『FMO』

### 沿革
ヴェルダ社は元は車両製造からWAP製造に参加したメーカー。一般車は「カー オブ ザ イヤー」の常連であり、戦車開発に関しても世界トップクラスの座に居るO.C.U.域内最大の軍用車両生産メーカー。
装甲車とトラックが主力製品だが、近年（2112年時、『3rd』）では車両生産に関しては新型ジェネレーター搭載に基づく「粒子兵器搭載型戦車」に特に関心を払っており、霧島重工と共同開発を開始している。

### 事業部
車両生産からWAP開発にスライドしてきた企業であるため、あまりマニピュレーター等にノウハウを持っていないようである。WAP開発に関しては武器腕の生産や大型機動兵器が中心であり、WAPが持てない火力を追求する様が見て取れる。車両と搭載火砲に関しては強い自信があるのである。

### ヴァンツァー
フェザント(Pheasant)【1ST(DS)】
第2次ハフマン紛争前に開発されたWAP。高出力機でアームの性能も当時としては高かったが、突出した性能とまでは行かなかった。その後は他社製品に大きく水をあけられ、ヴェルダはこの機体を最後にWAP開発からは早々と撤退した。以降のWAP事業はパーツ中心で、同シリーズの名を持った武器腕が開発されている。
ペガース・レッグ【4th,FMO】
ホバータイプのレッグ。DA社に同名のWAPが存在するが、関連は不明。

#### 武器内蔵腕
インプ・アーム(Imp)【FMO】
ショットガン+ミサイル内蔵アーム
パートリッジ・アーム(Partridge)【FMO】
水平ミサイル内蔵アーム
パラキート・アーム(Parakeet)【FMO】
9mミサイル内蔵アーム
パフィン・アーム(Puffin)【FMO】
18mミサイル内蔵アーム
フェザント・アーム【FMO】
35mミサイル内蔵アーム
- フェザントII【4th,FMO】
- 他にIII型。

### 大型機動兵器
コンラード(CONRADO)【1ST(DS)】
正規品ではなく、ヴェルダ社製とされる旧型戦車にゲリラが部品を取り付けた改造品である。よって、基本はただの戦車らしい。
レトリーバー(Retriever)【3rd】
両脇に2脚を取り付けた重機のような箱型のコクピットの上に巨大な砲を載せるという、正しくそのまま移動砲台と思える外見をしており、上部に搭載された160mmCNは長距離からの砲撃を可能とする。反面、2脚型のために強烈な反動に耐えられず、発射後にバランスを崩して転倒するというような事故が発生している。接近戦に備え、機体下部にはMGを取りつけてある。
レトリーバーI【FMO】
第2次ハフマン紛争期に投入されたモデル。シリーズは将来的に新開発のビーム砲を搭載するための実験機、という噂もあるが真相は不明である。他にI-B型。

### 車両
- BT01【2nd】
- BT88M ダルサラ【2nd】
- BT-02 クアラベ【3rd】
- カデンザ【3rd】
コンテナ牽引用車両。自衛用に長距離ミサイルポッドとMGを装備。

### 砲台
ブレノス(Brenos)【3rd】
対WAP用RFを装備した定置型砲台。天井に設置されたレール上を移動し、迎撃する。

### 搭乗パイロット一覧
- レトリーバー
  - セマウン・フォーサイス(3rd)